# پریش سنت جان باپتیست (لوئیزیانا)
سنت. جان بپتیست پریش (به انگلیسی: St. John the Baptist Parish) یک قصبه در ایالات متحده آمریکا است که در لوئیزیانا واقع شده‌است.

## خصوصیات
سنت. جان بپتیست پریش ۹۰۱٫۳۲ کیلومترمربع مساحت دارد.